# خوان رودريغو روخاس
خوان رودريغو روجاس (بالإسبانية: Rodrigo Rojas)‏ (9 أبريل 1988 في باراغواي - ) هو لاعب كرة قدم باراغواياني في مركز الوسط. شارك مع منتخب باراغواي لكرة القدم. أما مع النوادي، فقد لعب مع أوليمبيا أسونسيون وبيرتشوت وبيرسخوت إيه سي وريفر بليت وسيرو بورتينيو ونادي أونيفرسيداد دي تشيلي ونادي أوهيجينس ونادي ليبرتاد ونادي مونتيري.

## وصلات خارجية
- خوان رودريغو روخاس على موقع قاعدة بيانات كرة القدم.إي يو (الإنجليزية)
- خوان رودريغو روخاس على موقع ناشيونال فوتبول تيمز (الإنجليزية)
- خوان رودريغو روخاس على موقع Soccerway.com (الإنجليزية)
- خوان رودريغو روخاس على موقع عالم كرة القدم.نت (الإنجليزية)
- خوان رودريغو روخاس على موقع AS.com (الإسبانية)